# Anna Willard

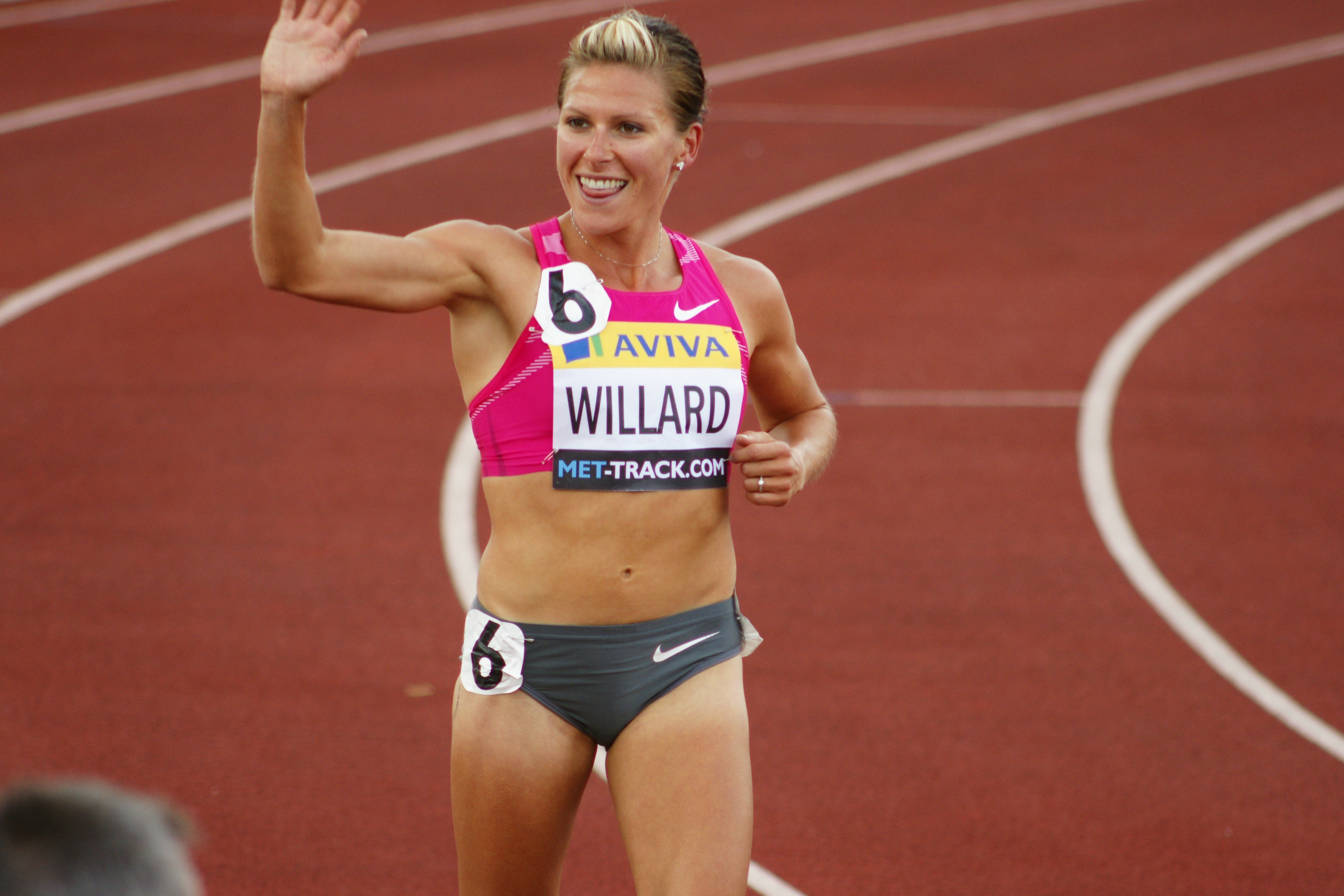
Anna Willard

Anna Willard, född den 31 mars 1984, är en amerikansk friidrottare som tävlar i hinderlöpning och medeldistanslöpning.
Willard deltog vid VM i Osaka 2007 på 3 000 meter hinder, men tog sig då inte vidare till finalen. Hennes stora genombrott kom istället vid Olympiska sommarspelen 2008 där hon tog sig vidare till finalen i hinderlöpning och slutade på en tionde plats på tiden 9.25,63.
Vid VM 2009 tävlade hon på 1 500 meter och slutade på sjätte plats. Hon avslutade friidrottsåret med att vinna guld på 800 meter vid IAAF World Athletics Final 2009.

## Personliga rekord
- 800 meter - 1.58,80 från 2009
- 1 500 meter - 3.59,38 från 2009
- 3 000 meter hinder - 9:22.76 från 2008